# Бым (село)
Бым — село в Кунгурском районе Пермского края, Россия. Входит в Троельжанское сельское поселение.

## География
Село стоит на слиянии рек Бым и Южок.
- Расстояние до районного центра (Кунгур): 37 км.
- Расстояние до областного центра (Пермь): 64 км.

## История
Поселение возникло в 1734 году со строительством Бымовского медеплавильного завода, основанного промышленником Акинфием Никитичем Демидовым. В 1781 году Бым стал селом, с построением деревянной Александро-Невской церкви. В 1856—1861 годах церковь была перестроена в каменную (при советской власти в здании церкви был оборудован гараж для сельхозтехники).
В 1847 году в селе начал работать кожевенный завод. 1 января 1920 года была образована трудовая артель «Сапожник». В апреле 1928 года в селе было создано товарищество по совместной обработке земли «Звезда», ставшее позднее одноимённым колхозом.
В 1930-е годы в Быме действовали лесопромышленная артель «Столяр», промышленная артель «Коопремонт» и кулеткацкая артель.
В начале 1950-х годов в Быме появился колхоз «Искра», существовавший до 26 марта 1958 года.
До 1920-х годов село являлось административным центром Бымовской волости Осинского уезда. Позднее — центром Бымовского сельского совета (до января 2006 года).

## Население
| 2010 |
| ---- |
| 465  |

## Экономика
- градообразующее предприятие — «Усадьба Бымовская»

## Достопримечательности
- Александро-Невская церковь (каменная)
- Водохранилище бывшего завода
- Туристический центр «Бым в Быме»

## Известные уроженцы
- Сухарев, Иван Егорович[3]
- Тохтуев, Василий Николаевич — депутат Государственной думы I созыва[3]
- Качка, Гавриил Симонович — сенатор Российской Империи[3]